# Kamenný vrch (přírodní památka, okres Liberec)
Kamenný vrch je přírodní památka ne severu České republiky, ležící ve Frýdlantském výběžku Libereckého kraje.

## Poloha a historie

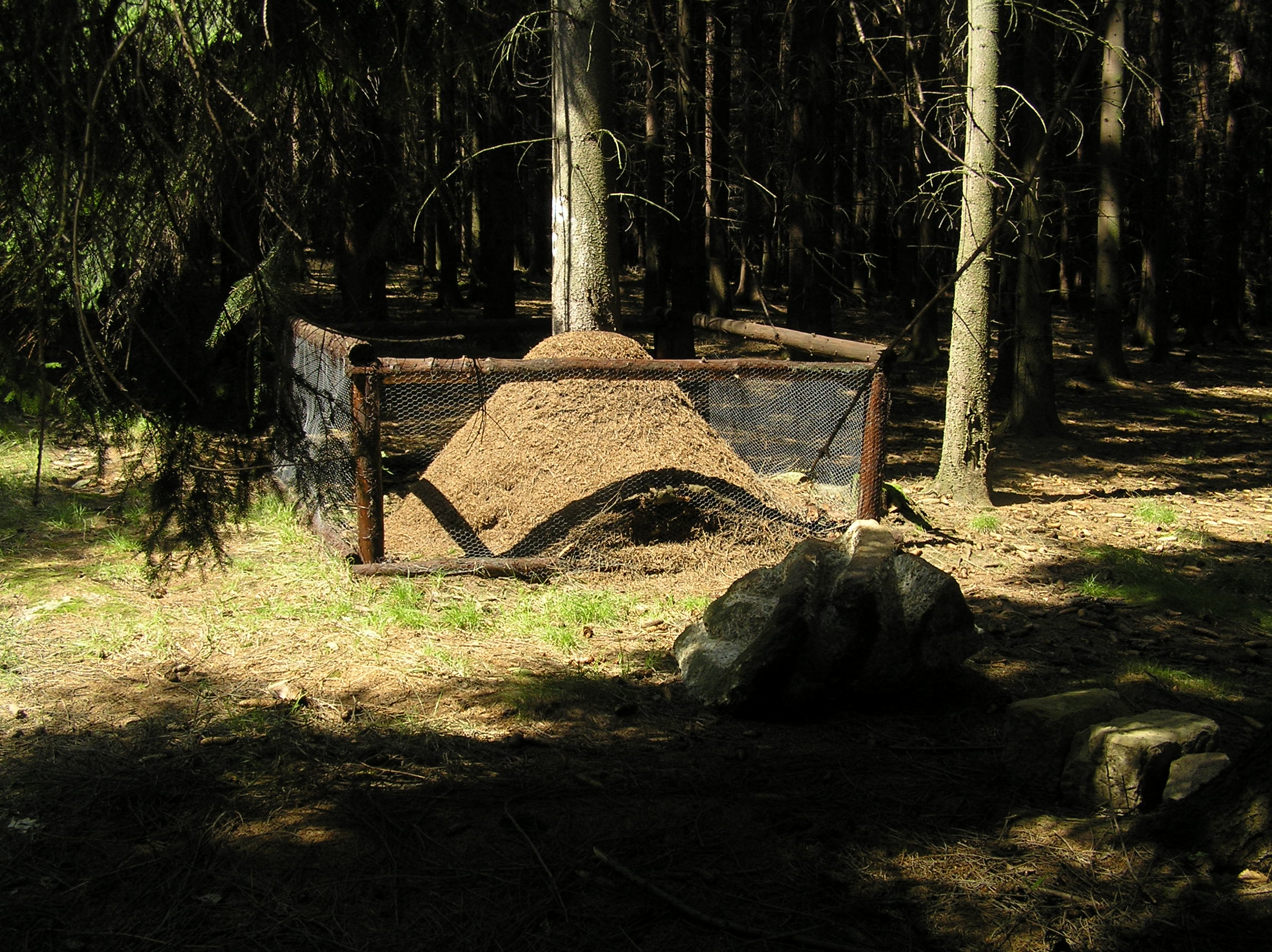
Jedno z chráněných mravenišť

Lokalita se nachází v severovýchodních partiích Frýdlantského výběžku, při česko-polské státní hranici. Jihozápadně od přírodní památky leží obec Horní Řasnice, na jejímž katastru se památka i nachází, jihovýchodně pak obec Jindřichovice pod Smrkem a severně je Srbská spadající pod Horní Řasnici.
Východně od chráněného území protéká potok Srbská, jenž je levostranným přítokem Jindřichovického potoka.
O vyhlášení přírodní památky prvně rozhodl okresní úřad v Liberci, který 27. září 1991 vydal příslušnou vyhlášku, jež nabyla své účinnosti 11. října 1991. Opětovné vyhlášení učinil stejný orgán státní správy České republiky, když 21. června 2001 vydal nařízení, které nabylo právní účinnosti dne 1. září 2001.

## Popis
Přírodní památka slouží k ochraně matečního komplexu hnízd mravence lesního menšího (Formica polyctena). Vlastní území památky je zalesněné a je protažené ve směru západ – východ, přičemž v západní části tvoří dominantu Kamenný vrch (444 m n. m.). 
Osou přírodní památky je vedena zeleně značená turistická značka spojující Jindřichovice pod Smrkem s Horní Řasnicí. Na území památky se nacházejí dva turistické rozcestníky, a sice Kamenný vrch a Pod Kamenným vrchem. U prvního z nich také končí, respektive je sem přivedena a následně pokračuje stejnou trasou zpět, naučná stezka pojmenovaná Okolím Jindřichovic za výšinami ideálů a do údolí duše.